# 外郎藤右衛門康祐
外郎 藤右衛門康祐（ういろう とうえもんやすむら、1915年〈大正4年〉 - 2014年〈平成26年〉4月18日）は、日本の実業家。ういろう会長。外郎家24代目。

## 人物

### 親族
- 甥 - 25代目外郎藤右衛門
  - 成蹊小学校、成蹊中学校、成蹊高等学校を経て成蹊大学経済学部を卒業。
  - 1984年に三菱信託銀行入行後、横浜薬科大学に再入学、2013年同大学を首席で卒業。同年、薬剤師国家試験に合格。2013年ういろう代表取締役就任、2017年25代目外郎藤右衛門を襲名[2]。2019年には神奈川県公安委員会委員に就任[3]。横浜薬科大学客員教授。